# 陳儀深
陳儀深（1954年2月18日—），中華民國政治人物、歷史學者，雲林縣林內鄉人，畢業於國立中興大學法商學院財稅系、國立政治大學三民主義所碩士、政治系博士，中研院近史所研究員出身，後來為政大台史所副教授、國立臺北大學公行系兼任副教授，現任國史館館長，曾任民主進步黨籍國民大會代表、中國國民黨黨員、東吳大學政治系講師、空軍通信學校教官，研究領域為近代中國政治思想史、台灣戰後時期政治史、二二八事件史、戒嚴時期政治案件研究。

## 新書發表會遭鬧場
2017年2月27日，前衛出版社在台大校友會館舉辦陳儀深新書《天猶未光：二二八事件的真相、紀念與究責》發表會，總統府資政彭明敏、不當黨產處理委員會主委顧立雄，二二八基金會執行長薛化元，中研院法律所研究員黃丞儀、詩人李敏勇等人均到場講評，中途遭約10位疑似統派分子鬧場，轄區警方在衝突發生後約10多分鐘趕到，但抗議人士仍在會場外不斷叫囂，甚至警方增派人手之後還不斷地干擾發表會進行，主持人只好宣佈會議到此結束。

## 選舉紀錄
| 年度 | 選舉屆數               | 選舉區                 | 所屬政黨     | 得票數    | 得票率 | 當選標記 | 備註 |
| ---- | ---------------------- | ---------------------- | ------------ | --------- | ------ | -------- | ---- |
| 1996 | 第三屆國民大會代表選舉 | 全國不分區選舉區       | 民主進步黨   | 3,112,736 | 29.9%  |          |      |
| 2005 | 任務型國民大會代表選舉 | 任務型國民大會代表選舉 | 台灣團結聯盟 | 273,147   | 7.05%  |          |      |

## 著作
- 《中山先生的民主理論》（台北市：台灣商務，1980）
- 《獨立評論的民主思想》（台北市：聯經，1989）
- 《在人間造政治淨土》（台北縣：稻鄉，1991）
- 《誰的民進黨？：九0年代台灣反對運動的參與、觀察與批判》（台北市：前衛，1995）
- 《近代中國政治思潮：從鴉片戰爭中共建國》（台北縣：稻鄉，1997）
- 《為台灣辯護：陳儀深政論集》（台北市：台灣北社，2004）
- 《二二八事件責任歸屬研究報告》第3章南京決策階層的責任 (二二八基金會，2006)
- 《漂流台灣虛擬執政》（台北市：前衛，2008）
- 《從建黨到執政―民進黨相關人物訪問記錄》（台北市：玉山社，2013）
- 《天猶未光：二二八事件的真相、紀念與究責》（台北市：前衛，2017）
- 《認同的代價與力量：戒嚴時期台獨四大案件探微》（新北市：中央研究院近代史研究所，2019）
- 《拼圖二二八》（台北市：財團法人二二八事件紀念基金會，2019）
- 《戰後台灣對外關係史論》（台北市：政大出版社，2022）

## 外部連結
- 中央研究院近代史研究所 - 陳儀深 （页面存档备份，存于）

| 官衔                               | 官衔                              | 官衔 |
| ---------------------------------- | --------------------------------- | ---- |
| 中華民國總統府                     |                                   |      |
| 前任： 正任：吳密察 何智霖（代理） | 國史館館長 第十任 2019年7月10日－ | 現任 |